# 広島県道444号油木小奴可線
広島県道444号油木小奴可線（ひろしまけんどう444ごう ゆきおぬかせん）は、広島県庄原市を通る一般県道である。

## 概要
庄原市西城町油木から庄原市東城町小奴可に至る。起点・終点ともに国道314号と接続する。

### 路線データ
- 起点：広島県庄原市西城町油木（国道314号交点）
- 終点：広島県庄原市東城町小奴可（国道314号交点）
- 総延長：10.9 km

## 地理

### 通過する自治体
- 広島県
  - 庄原市

### 交差する道路
| 交差する道路                | 交差する場所         | 交差する場所 |
| --------------------------- | -------------------- | ------------ |
| 国道314号                   | 西城町油木           | 起点         |
| 国道183号                   | 西城町小鳥原         |              |
| 広島県道446号植木三坂線     | 西城町高尾（こうお） |              |
| 広島県道235号道後山停車場線 | 西城町高尾           |              |
| 国道314号                   | 東城町小奴可         | 終点         |

### 交差する鉄道
- 芸備線

### 沿線
- JR西日本木次線 油木駅
- JR西日本芸備線 道後山駅